# Dürrenried
Dürrenried ist ein Gemeindeteil des Marktes Maroldsweisach im unterfränkischen Landkreis Haßberge in Bayern.

## Geographie
Das Kirchdorf liegt etwa 17 Kilometer südwestlich von Coburg im Alstergrund an einem Berghang. Die Gemarkungsgrenze entspricht im Westen der bayerischen Landesgrenze mit Thüringen. Die Kreisstraße HAS 62 verbindet Dürrenried mit den Nachbarorten Wasmuthhausen und Merlach, die Kreisstraße HAS 43 mit Lechenroth. Gemeindeverbindungsstraßen führen nach Gleismuthhausen und Käßlitz in Thüringen.

## Geschichte
Wegen eines bombenbedingten Brandes 1945 im Staatsarchiv Würzburg liegen keine Urkunden mehr zur ältesten Geschichte Dürrenrieds vor.
Nach Klemm war die erste Nennung des Ortes im Jahr 1180 in einer Urkunde des Würzburger Bischofs Reginhard, unter anderem mit „Boppo de Durenrith“ als Zeuge. Schmiedel bezeichnet 1597 als Jahr der Ersterwähnung mit „Durrenriet“. Der Ortsname deutet auf einen trockengelegten Sumpf hin.
Im Jahr 1317 wurde im Urbarium, einer Auflistung von Besitzungen der Henneberger beim Erwerb der Neuen Herrschaft, vermerkt, dass die Lehensträger Marschalk von Ebneth und Raueneck einen Teil des Zehnts zu Durrenrieth besaßen. 1463 verkauften Heinz und Cunz Marschalk ihr Lehen an Wolf von Schönstädt, einen Lehensmann des Coburger Herzogs. Die Herren von Schönstädt bewohnten in Dürrenried ein burgähnliches Schloss. Um 1600 waren ihnen 13 Bauern, zwei Bauern waren den Herren von Lichtenstein, ein Wirt dem Amt Heldburg und ein Bauer dem Zentamt Seßlach lehens- und zehntpflichtig. Im Dreißigjährigen Krieg flohen die Einwohner und Dürrenried wurde zerstört. Ab 1648 ließ Christoph Ludwig von Schönstädt das Rittergut wieder aufbauen. 1696 folgte ein durch Herzog Ernst veranlasster Zwangsverkauf an den Würzburger Geheimrat und Kanzler der fürstbischöflichen Regierung Michael Carlo von Wiegand. Der ließ ein neues zweigeschossiges Schlossgebäude errichten. 1790 erwarb der Mainzer Staatskanzler Freiherr Franz Joseph von Albini das Gut, bestehend aus einem Barockschloss, einem Hofhaus und zwanzig Wohnhäusern. Das Schloss war Wohnsitz der Freifrau von Albini. Das reichsritterschaftliche Dorf gehörte bis 1806 zum Ritterkanton Baunach. 1872 übernahmen 14 Dürrenrieder Bauern mit einer gemeinsamen Genossenschaft das Rittergut mit Grundstücken von 350 Tagewerk für etwa 38.000 Gulden. Nach fünf Jahren bekam jeder Bauer 25 Tagwerk zugewiesen.
1862 wurde Dürrenried in das neu geschaffene bayerische Bezirksamt Ebern eingegliedert. 1871 zählte der Ort 99 Einwohner und 21 Wohngebäude. Das Kirchdorf gehörte zum Sprengel der katholischen Pfarrei im zehn Kilometer entfernten Seßlach. Die zuständige katholische Schule befand sich im 1,5 Kilometer entfernten Wasmuthhausen. Im Jahr 1900 hatte die Landgemeinde 88 Einwohner, von denen 62 evangelisch waren, und 18 Wohngebäude. Die evangelische Pfarrei und Schule waren im 4,5 Kilometer entfernten Hafenpreppach und 1925 zählte der Ort 93 Personen in 17 Wohngebäuden. Seit 1911 war auch die evangelische Bekenntnisschule in Wasmuthhausen.
Nach dem Zweiten Weltkrieg prägte bis 1989 die Lage an der innerdeutschen Grenze den Ort. Früh wurde eine Flurbereinigung durchgeführt. Ein Feuerwehrgerätehaus, ein Haus der Bäuerin und ein Jugendheim ließ die Gemeinde errichten.
1950 bestanden in dem Kirchdorf 18 Wohngebäude mit 130 Einwohnern. Im Jahr 1970 zählte der Dürrenried 92, 1987 78 Einwohner sowie 18 Wohnhäuser mit 21 Wohnungen.
Am 1. Juli 1972 wurde der Landkreis Ebern aufgelöst und Dürrenried kam zum Haßberg-Kreis. Am 1. Mai 1978 folgte die Eingliederung der Gemeinde nach Maroldsweisach.

## Baudenkmäler

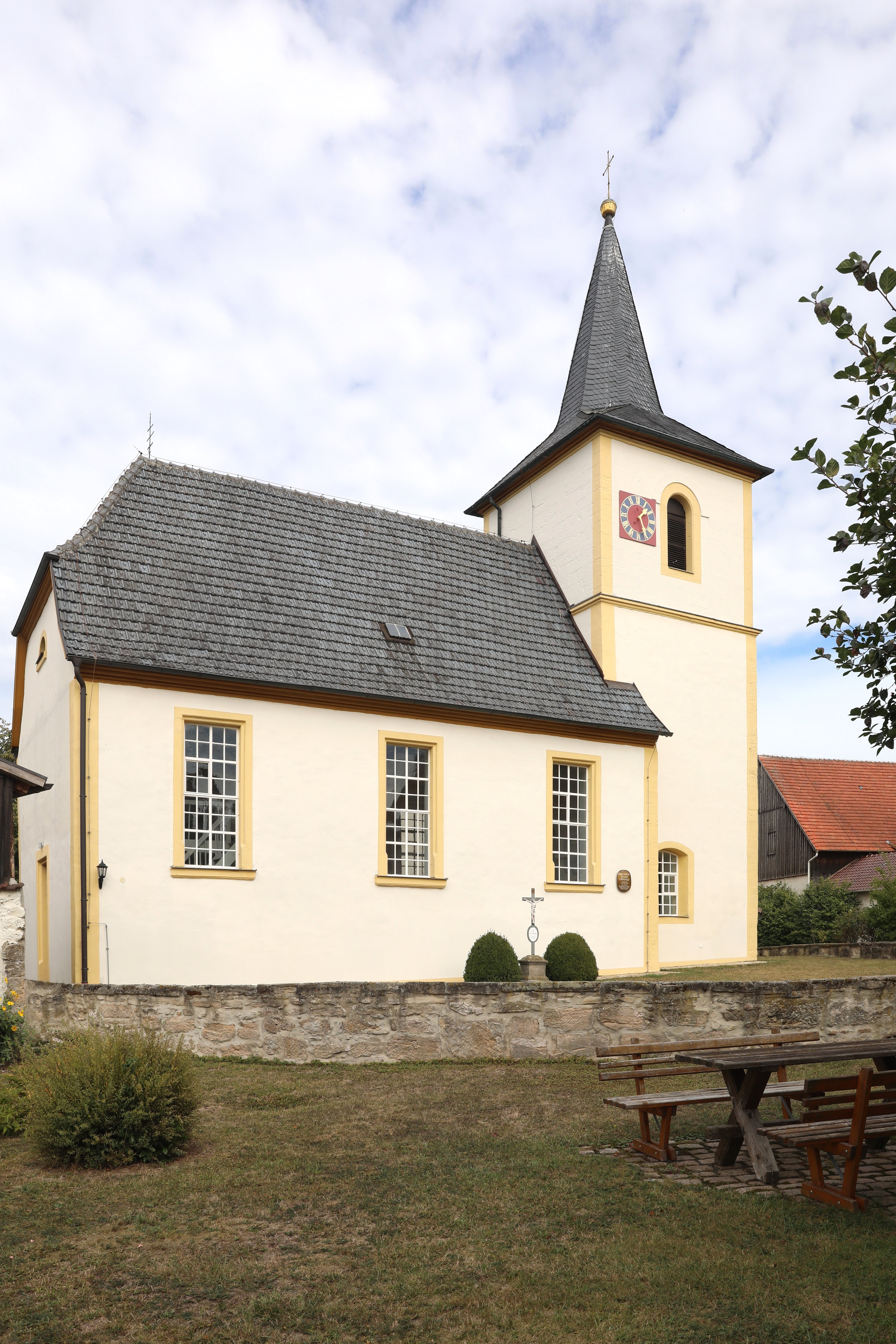
Katholische Filialkirche St. Oswald

Die katholische Filialkirche der Pfarrei Seßlach ist dem heiligen Oswald geweiht. Sie geht auf eine mittelalterliche Kirchenburg zurück. Der Chorturm stammt im Kern aus dem 13. Jahrhundert und das Turmobergeschoss mit der pyramidenförmigen Echterspitze aus dem 18. Jahrhundert. Das Langhaus mit drei Fensterachsen, einem Halbwalmdach und Werksteingliederungen entstand 1770 bei einem Umbau. Auf der Westempore steht eine Schleifladenorgel mit sechs Registern auf einem Manual und Pedal. Das Instrument wurde 1867 von dem Nürnberger Orgelbauer Augustin Bittner aufgestellt. Die Kirchgemeinde hatte 1988 fünf Familien als Mitglieder.
In der Bayerischen Denkmalliste sind fünf Baudenkmäler aufgeführt.